# Siri Melchior
Siri Melchior (født 1971) er en dansk forfatter og børnebogsillustrator. Hun er mest kendt som instruktør og forfatter til tegneserien Rita og Krokodille. Derudover har hun bl.a. instrueret filmen The Dog Who Was a Cat Inside, som blev nomineret til en British Academy Film Award.

## Udvalgt filmografi
- The Dog Who Was a Cat Inside
- Fløjteløs
- Mambo
- Lili bliver vred
- Lili er vild med gaver
- Lili kender alle farver
- Lili elsker mad
- Lili børster tænder
- Lili får besøg
- Lili møder en dum unge
- Lili holder fest